# Otto Wilhelm Masing

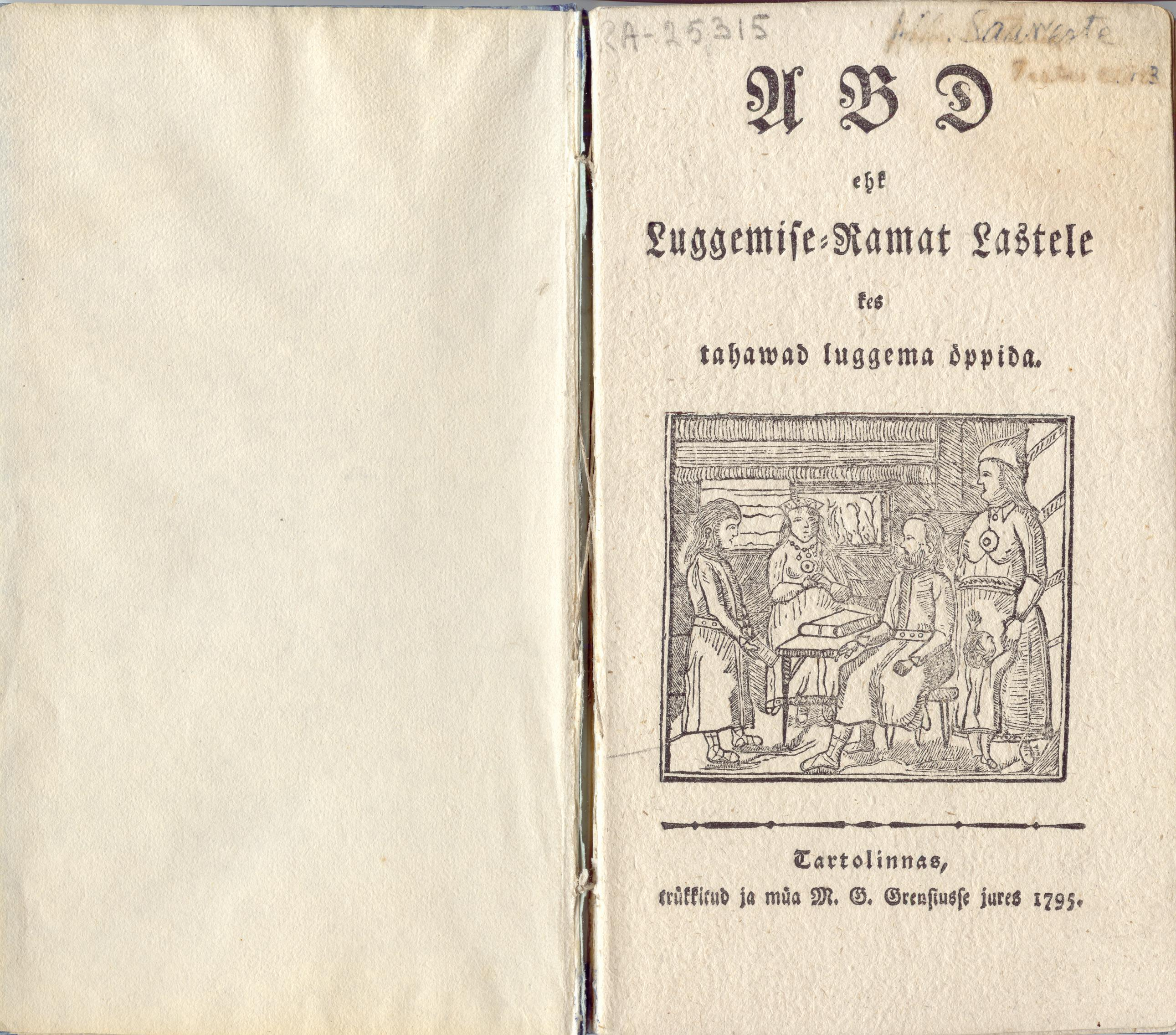
Masing ábécés könyvének címlapja

Otto Wilhelm Masing (Lohusuu, 1763. november 8. – Äksi, 1832. március 15.) balti német esztofil evangélikus lelkész és nyelvész.

## Élete
Apja, Christian Masick egyházi szolgálatban álló észt volt. Anyja, Anna Ludovica Hildebrandt svédországi, valószínűleg nemesi származású német volt.
1777–1779 között Narva városi iskolájában, majd 1779–1782 között a németországi Torgau gimnáziumában tanult. Később teológiát, zenét és rajzművészetet tanult a Hallei Egyetemen. Már tanulmányai alatt megmutatkozott különleges nyelvérzéke. Ógörögöt, latint, valamint orosz, olasz és francia nyelvet is tanult.
1786-ban tért vissza Észtországba. Ezt követően magántanár volt a Püssi uradalomban, Otto Magnus von Toll gyermekeit tanította. 1788-ban Lüganuse evangélikus gyülekezetének lelkészévé választották, ahol 1795-ig szolgált. 1795-től 1815-ig Viru-Nigula, majd 1815-től haláláig Äksi evangélikus lelkésze volt. 1881-től a livóniai konzisztórium tagja, 1821-től a tartui egyházmegye vezetője volt. 1796-ban Dorpatban (ma Tartu) összeházasodott Dorothea Amalie Ehlerztel (1776–1809), Carl Ulrich Ehlertz tartui városi tanácsnok és Louisa Dorothea  Stockemberg lányával. Nyolc gyermekük született, közülük négy érte meg a felnőttkort. Felesége 1809-ben elhunyt. 1818-ban újra házasságot kötött. Második felesége a pétervári származású Caroline Antoinette Piccaluga (1792–1858), akitől 1822-ben még egy gyermeke született.
1821-ben megkapta a Szent Vlagyimir-rend 4. fokozatát.
1832-ben hunyt el. Sírja Tartuban a Raadi temetőben található.

## Munkássága
Esztofilként sokat tett az észt nyelv műveléséért. 1795-ben kiadta az ABD című, gyerekeknek szánt ábécés tankönyvet. 1818-ban Pühhapäwa Wahhe-luggemissed (Élvezetes vasárnapi olvasmányok) címmel paraszti enciklopédiát írt. 1821-ben jelentette meg a Luggemislehhed című olvasókönyvét, amely az észt olvasás tanítására szolgált. 1821–1823 között ő adta ki a Marahva Näddala-Leht (Az észt nép hetilapja) című, az észt parasztságnak szóló újságot, amely az egyik első észt nyelvű rendszeres kiadvány volt. 1820 körül Masing vezette be az észt ábécé 27. betűjeként az „õ” betűt, amely az ajakkerekítés nélküli, hátul képzett [ɤ] (lényegében hátul képzett e) hangot jelöli. (Korábban ennek a hangnak a jelölésére is az „ö” betűt használták.)